# Subway Surfers
Subway Surfers — мобильная игра в жанре платформер для iOS и Android. Существует версия для компьютеров под управлением Windows или macOS. Разработка датских компаний Kiloo и SYBO Games. Насчитывает более 4 миллиардов скачиваний, являясь одной из самых популярных мобильных игр в мире.
Начиная с 2013 года в игру включена тема «Мировой марафон», в которой игроки могут пробежаться по известным городам мира. Обновления со сменой города стабильно выходят каждые три недели.
Также в 2018 году начал выходить мультсериал по мотивам игры, Subway Surfers: The Animated Series. В 2019 году вышла последняя, одиннадцатая серия мультсериала.

## Игровой процесс

Скриншот геймплея

В начале каждой игры игроку демонстрируется кат-сцена, в которой персонаж игрока рисует граффити на одном из вагонов метро. Хулигана замечает инспектор с собакой, после чего начинается погоня по железнодорожным путям. Основная цель игры состоит в том, чтобы игрок, ускоряясь, пробежал как можно дальше, уворачиваясь от встречных поездов и других препятствий. С увеличением ускорения игрока — проходить препятствия становится сложнее. Если игрок с чем-то сталкивается, то инспектор его догоняет (причём вне зависимости от того, насколько далеко он успел убежать) и игра заканчивается. Но этого можно избежать, если во время столкновения использовался ховерборд, в противном случае есть возможность потратить ключи или посмотреть рекламу, и продолжить погоню.
Во время побега можно собирать золотые монеты и различные бонусы, благодаря которым открываются новые возможности игры. Здесь есть и миссии, состоящие из трёх заданий. Каждая выполненная миссия увеличивает множитель очков на один пункт, благодаря чему становится легче устанавливать новые рекорды. После выполнения 90 миссий множитель достигает своего максимума, и за каждые последующие множители будет выдавать таинственные суперкоробки. Также миссию можно пропустить, посмотрев рекламу или заплатив золотые монеты в магазине.
При подключении к интернету игрок может выполнять ежедневные задания — он собирает особые слова из букв, разбросанных в качестве бонусов по железной дороге. Первые четыре дня за каждое собранное слово даются монеты, причём день ото дня призовая сумма увеличивается. Если все задания были выполнены, то в последующие дни за сбор слов выдают таинственные суперкоробки.
С выходом новых версий каждый месяц предоставляются задания сезона, заключающиеся в сборе статуэток, тематически относящихся к определённым городам. Призы за них всегда разные.

### Персонажи
По данным на 2020 год, в игре 19 постоянных персонажей. Большая их часть становится доступна, если заплатить определённое количество монет или собрать соответствующие бонусы из коробок. Кроме того, почти для каждого существует два дополнительных костюма, открывающихся жетонами или ключами. Также в игре есть сезонные персонажи, которых можно получить лишь в конкретный сезон.

## Отзывы критиков
| Сводный рейтинг    | Сводный рейтинг |
| Агрегатор          | Оценка          |
| ------------------ | --------------- |
| GameRankings       | 72,50 %         |
| Metacritic         | 71/100          |
| Иноязычные издания |                 |
| Издание            | Оценка          |
| Slide to Play      | 3/5             |
| Pocket Gamer       | [ 7 ]           |
| Gamezebo           | [ 8 ]           |

На агрегаторе рецензий Metacritic Subway Surfers была встречена смешанными оценками игровых ресурсов. Критики высоко оценили визуальный стиль и занимательный геймплей, но критиковали игру за однообразный мир и неотзывчивое управление.
Журналист сайта Gamezebo Дант Рэмбо оценил игру на 3,5 балла из 5, написав: «Она почти не пытается выделиться на фоне других бесконечных раннеров, но сложно не оценить отполированность Subway Surfers. Управление отзывчивое, геймплей захватывающий, и при этом игра не пытается заставить вас тратить деньги на внутриигровые предметы».
Дэн Грилиопулос из издания Pocket Gamer поставил игре оценку в 2,5 балла из 5, похвалив увлекательный геймплей, при этом раскритиковав управление и примитивный игровой дизайн.
В 2019 году игра была номинирована на Webby Awards в категориях Action Game и Family & Kids Game. В том же году по версии издания Business Insider Subway Surfers стала самой скачиваемой мобильной игрой десятилетия.